# アイスホッケースペイン代表
アイスホッケースペイン代表（アイスホッケースペインだいひょう、スペイン語: Selección masculina de hockey sobre hielo de España、英語: Spain national ice hockey team）はスペイン氷上競技連盟による男子アイスホッケーナショナルチームである。2011年時点の世界ランキングは29位。

## 主な成績
冬季オリンピック - 出場なし。
アイスホッケー世界選手権
- 1977年 プールC 5位
- 1978年 プールC 7位
- 1979年 プールC 6位
- 1982年 プールC 7位
- 1983年 プールC 7位
- 1985年 プールC 8位
- 1986年 プールC 8位
- 1989年 プールD 4位
- 1990年 プールD 3位
- 1992年 プールC2 優勝
- 1993年 プールC 10位
- 1994年 プールC2 4位
- 1995年 プールC2 3位
- 1996年 プールC 8位（プールDに降格）
- 1997年 プールD 3位（プールCに昇格）
- 1998年 プールC 8位（プールDに降格）
- 1999年 プールD 1位（プールCに昇格）
- 2000年 プールC 7位
- 2001年 ディビジョンII グループA 2位
- 2002年 ディビジョンII グループB 3位
- 2003年 ディビジョンII グループA 3位
- 2004年 ディビジョンII グループA 4位
- 2005年 ディビジョンII グループB 5位
- 2006年 ディビジョンII グループA 5位
- 2007年 ディビジョンII グループA 3位
- 2008年 ディビジョンII グループB 3位
- 2009年 ディビジョンII グループB 3位
- 2010年 ディビジョンII グループA 2位
- 2011年 ディビジョンI グループB 5位[1]（ディビジョンIIに降格）
- 2012年 ディビジョンII